# Jermaine Beal
Jermaine Darnell Beal (Dallas, 4 novembre 1987) è un ex cestista statunitense.

## Palmarès
- Campionato belga: 1

Ostenda: 2015-16